# Provincia del Capo
La provincia del Capo di Buona Speranza era la più estesa delle quattro antiche province del Sudafrica tra il 1910 e il 1994, dato che da sola rappresentava quasi la metà del territorio del Paese.
Sua capitale era Città del Capo, la metropoli del Sudafrica, e sue città principali erano soprattutto Kimberley, Port Elizabeth, East London, Grahamstown, Upington, Oudtshoorn, George, Stellenbosch, Swellendam, Mossel Bay, Graaff-Reinet, King William's Town e Queenstown.

## Geografia
La provincia confinava ad est con il Natal, a nord-est con il Lesotho (Basutholand), lo Stato Libero dell'Orange e il Transvaal e a nord con il Botswana (Bechuanaland) e la Namibia (Africa del Sud-Ovest).
A partire dal 1948 e dall'istituzione dei bantustan come parte dell'attuazione della politica dell'apartheid, i suoi confini ad est furono modificati con la creazione nel 1959 dei territori cuscinetto del Transkei e del Ciskei (divenuti ufficiosamente indipendenti nel 1976 e nel 1981), dove fu radunata la maggioranza dei neri di etnia xhosa della provincia. Dopo l'espulsione dei neri, bianchi e meticci andarono a costituire la maggior parte della popolazione della provincia.

## Storia
La provincia del Capo fu fondata nel 1910 in seno alla nuova Unione Sudafricana raggruppando le antiche colonie e protettorati britannici conosciuti con il nome di colonia del Capo, Stellaland, Griqualand, Nuova Repubblica e Bechuanaland britannico.
Nel 1971, la provincia ricevette dal governo sudafricano l'incarico di amministrare direttamente l'enclave di Walvis Bay.
Nel 1994, la provincia del Capo venne riunificata con i suoi bantustan e poi suddivisa in 4 nuove province: il Capo Occidentale, il Capo Orientale, il Capo Settentrionale e la provincia del Nordovest, nella quale entrò a far parte solo una piccola zona dell'antica provincia. Walvis Bay, invece, venne integrata nel territorio della Namibia, indipendente da quattro anni.